# Floyd Ayité
Floyd Ama Nino Ayité, född 15 december 1988, är en fransk-togolesisk fotbollsspelare.

## Klubbkarriär
Den 1 juli 2016 värvades Ayité av Fulham, där han skrev på ett treårskontrakt med option på ytterligare ett år.
Den 4 augusti 2021 värvades Ayité av Ligue 2-klubben Valenciennes, där han skrev på ett tvåårskontrakt.